# Paterson (Nova Jérsia)
Paterson é uma cidade localizada no estado americano de Nova Jérsia, no Condado de Passaic.

## Geografia
De acordo com o United States Census Bureau, a cidade tem uma área de 22,5 km², onde 21,8 km² estão cobertos por terra e 0,7 km² por água.

## Demografia
Segundo o censo nacional de 2010, a sua população é de 146 199 habitantes e sua densidade populacional é de 6 696,06 hab/km². É a terceira cidade mais populosa de Nova Jérsei. Possui 47 946 residências, que resulta em uma densidade de 2 195,97 residências/km². Entre os municípios dos Estados Unidos que têm mais de 100 000 habitantes, Paterson é o segundo mais densamente populado, depois de Nova Iorque.

## Personalidades
- Frederick Reines (1918-1998), Prémio Nobel de Física de 1995